# Clusia burle-marxii
Clusia burle-marxii là một loài thực vật có hoa trong họ Bứa. Loài này được Bittrich mô tả khoa học đầu tiên năm 1996.